# La battaglia di Shaker Heights
La battaglia di Shaker Heights (The Battle of Shaker Heights) è un film del 2003 co-diretto da Efram Potelle e Kyle Rankin

## Trama
Kelly Ernswiler e il suo amico Bart Bowland utilizzano strategie militari contro un bullo del loro liceo. Allo stesso tempo Kelly cerca di corteggiare la sorella di Bart, Tabby.